# Ola & the Janglers
Ola & the Janglers war eine schwedische Rockband aus Sollentuna, die in den 1960er Jahren insbesondere in ihrer Heimat sehr bekannt war und dem Genre Garage Rock zugeordnet wurde.

## Karriere
Gegründet wurde die Gruppe 1962 von Ola Håkansson unter dem Einfluss der British Invasion, die auch in Skandinavien zu spüren war. Die erste Single erschien im Jahr 1964 unter dem Namen „The Janglers with Ola“, die weiteren Aufnahmen dann unter „Ola & the Janglers“.
Die Gruppe war besonders beeinflusst durch die zwei britischen Bands Manfred Mann und The Zombies. Überwiegend spielte sie Coverversionen ein. Ihr erster Single-Hit in Schweden war die 1965er-Aufnahme She’s Not There, im Original 1964 erschienen von den Zombies. Weitere Hits vornehmlich in Schweden waren u. a. 1966 Poetry in Motion (Johnny Tillotson, 1960), 1967 Runaway (Del Shannon, 1961) oder 96 Tears im Jahr 1966 (Question Mark & the Mysterians, 1966).
Mit dem Song Let’s Dance, im Original von Chris Montez aus dem Jahr 1962, gelang ihnen am 24. Mai 1969 erstmals der Sprung in die US-Charts. Sie erreichten Platz 92 und hielten sich drei Wochen. Es war die erste Hitparadennotierung einer schwedischen Band überhaupt in den Vereinigten Staaten.
Ola gründete 1979 die Popgruppe Secret Service, bei der dann auch der Schlagzeuger Leif Johansson mitwirkte.

## Mitglieder
- Ola Håkansson (* 24. März 1945, Gesang)
- Christer Idering (Gitarre)
- Claes „Clabbe“ af Geijerstam (Gitarre)
- Johannes Olsson (Orgel)
- Ake Eldsäter (Bass)
- Leif Johansson (Schlagzeug)

## Diskografie

### Alben
- Surprise, Surprise (1965)
- Best of 64-71 (CD 2008)

### EPs
- Land of a 1000 Dances (1965)
- That’s When (1967)

### Singles (Auswahl)
- Love Was On Your Mind / Stop Your Sobbing (Original The Kinks) (1966)
- Donna, Donna / Come And Stay With Me (Original Marianne Faithfull) (1966)
- Poetry In Motion / We’ve Got A Groovey Thing Goin’ (1966)
- Runaway / Teardrops (1967)
- Juliet / This Ring (1967, aus dem schwedischen Spielfilm “Ola & Julia”)
- Let’s Dance / Hear Me (1968)